# Calosoma oberthuri
Calosoma oberthuri is een keversoort uit de familie van de loopkevers (Carabidae). De wetenschappelijke naam van de soort is voor het eerst geldig gepubliceerd in 1910 door Vuillet.
De kever wordt 26 tot 35 millimeter lang en is brachypteer (kan niet vliegen).
De soort komt voor in Angola en Congo-Kinshasa.